# The Circus Starring: Britney Spears
The Circus Starring: Britney Spears, често називана Циркус турнеја, била је шеста турнеја америчке поп-певачице Бритни Спирс, као подршка свом шестом студијском албуму . Турнеја је била у Северној Америци, Европи и Аустралији. Ова турнеја је била прва у којој је Бритни Спирс гостовала у Аустралији. Специјални гост турнеје била је женска група Пусикет долс, која је наступала на означеним концертима у Америци. Ово је њена прва светска турнеја после пет година, након  турнеје 2004. године. Ова турнеја је постала турнеја са највишом зарадом у 2009. у САД, а трећа широм света, са зарадом у САД 92,2 милиона долара, a укупна зарада турнеје износи 131,8 милиона долара.

## Сет листа
Act 1: The Circus
Welcome to the Circus
- "Circus"
- "Piece of Me"
- "Radar"

Act 2: House of Fun (Anything Goes)
- "Ooh Ooh Baby"
- "Hot as Ice"
- "Boys" (The Co-Ed Remix)
- "If U Seek Amy"
- "You Oughta Know" (Alanis Morissette cover)
- "Me Against the Music" (Bollywood Remix)
- "Everytime"

Act 3: Freakshow/Peepshow
- "Freakshow"
- "Get Naked (I Got a Plan)"
- "Mannequin"
- "Breathe on Me"
- "Touch of My Hand"

Act 4: Electro Circus
- "Do Somethin'"
- "I'm a Slave 4 U" (Remix)
- "Toxic"
- "...Baby One More Time" (Remix)

Encore
- "Womanizer"